# 韩恺
韩恺（1981年8月—），汉族，河北邢台人，中国共产党党员。中华人民共和国政治人物。曾任清河县县长、北戴河区区长。现任河北省北戴河区委书记。
2022年6月29日，韩恺当选河北省出席中国共产党第二十次全体大会的党代表。